# ثعلبية الحقول
ثعلبية الحقول أو ذيل الثعلب هو نوع من جنس الثعلبية. مهد هذا العشب الأجمي بلغاريا وصربيا ومقدونيا الشمالية واليونان وجزر بحر إيجة الشرقية وكريت وتركيا. يمكن العثور عليها في المستنقعات والأماكن الرطبة بالقرب من مستوى سطح البحر والأراضي العشبية الرطبة بالقرب من المسطحات العشبية شبه المالحة بالمياه العذبة. وهي مهددة بالتنمية الساحلية وتجفيف الأهوار.